# Anthony Davidson
Anthony Davidson, född 18 april 1979 i Hemel Hempstead, är en brittisk racerförare.

## Racingkarriär
Davidson började köra karting 1987 och racing i Formel Ford 1999. Han fick motta McLaren Autosport BRDC Young Driver of the Year Award 2000. Året efter körde Davidson i formel 3 för Carlin Motorsport och vann det europeiska och kom tvåa i det brittiska F3-mästerskapet. I slutet av 2001 körde Davidson av banan under kvalificeringen till Macaus GP och fick då utgå med ryggkotsfrakturer och sönderslitna ledband i nacken. 

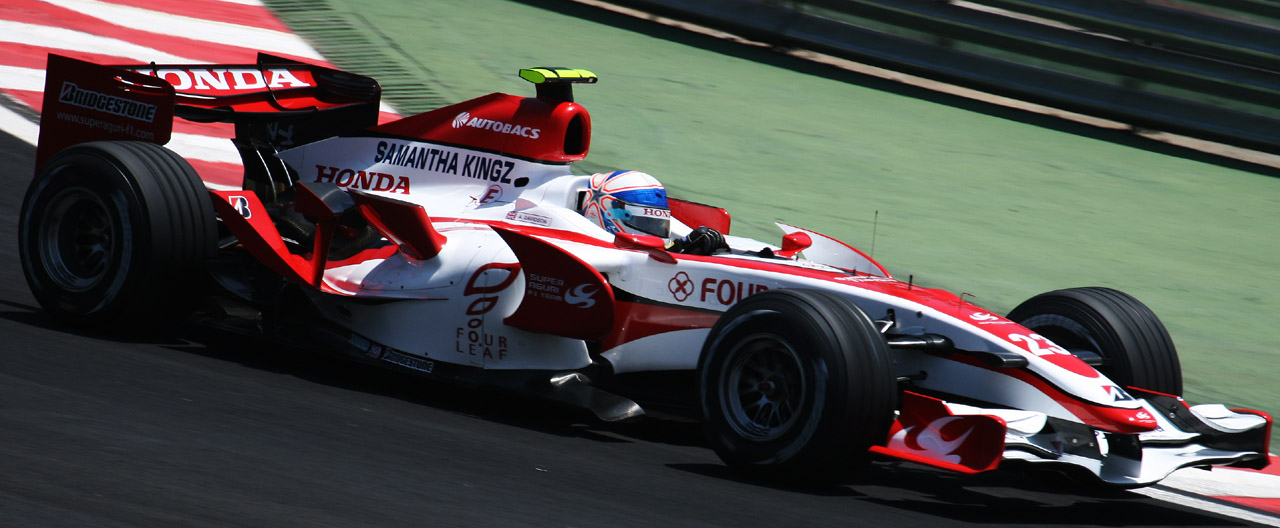
Anthony Davidson i Super Aguri-Honda under träning inför.

2002 var han tillbaka, denna gången som testförare i formel 1-stallet BAR. Han hade inte tänkt tävla men fick ersätta Alex Yoong i två lopp i Minardi. Davidson gjorde ett bra jobb men det var inte tillräckligt spektakulärt, så han fick fortsätta som testförare i BAR-stallet. Han fick tillfälle att hoppa in i stället för Takuma Sato i Malaysia 2005, men hans motor stod i lågor efter två varv. Davidson var därefter testförare i BAR:s efterföljare Honda men han kör numera istället för det konkurrerande stallet Super Aguri. Säsongen 2007 inledde han med tre raka sextondeplatser och tog inga poäng senare heller. Säsongen 2008 körde Davidson fyra lopp, varefter Super Aguri lades ner.
Säsongen 2009 är Davidson expertkommentator för radiokanalen BBC Five Live.

## F1-karriär
| Säsong                | Stall/Tillverkare     | Placering             | Lopp | Poäng | Etta | Tvåa | Trea | Pole | Varv |
| --------------------- | --------------------- | --------------------- | ---- | ----- | ---- | ---- | ---- | ---- | ---- |
| 2002                  | Minardi-Asiatech      | -                     | 2    |       |      |      |      |      |      |
| 2005                  | BAR-Honda             | -                     | 1    |       |      |      |      |      |      |
| 2007                  | Super Aguri-Honda     | 23                    | 17   |       |      |      |      |      |      |
| 2008                  | Super Aguri-Honda     | -                     | 4    |       |      |      |      |      |      |
| Sammanlagt 4 säsonger | Sammanlagt 4 säsonger | Sammanlagt 4 säsonger | 24   | 0     | 0    | 0    | 0    | 0    | 0    |